# Het dagboek van Bridget Jones
Het dagboek van Bridget Jones (Engels: Bridget Jones's Diary) is een roman uit 1996 van Helen Fielding. Ze is het verhaal ooit begonnen als column in The Independent en The Daily Telegraph.
Het boek gaat over het leven van Bridget Jones, een single die in het boek op 21 maart 33 wordt.

## Verhaal
Bridget Jones, begin 30 en naar eigen zeggen iets te dik, is de hoofdpersoon van het gelijknamige boek. Nu ze er pijnlijk op wordt gewezen dat haar biologische klok begint te tikken, en dat ze nog steeds geen man aan de haak heeft kunnen slaan, besluit ze haar leven drastisch om te gooien: Ze wil stoppen met roken, het overmatig drinken van alcohol, en vooral enkele kilo's afvallen. Om deze doelen te bereiken besluit ze een dagboek bij te houden, en het is dit dagboek dat voor de lezers dient als de rode draad door het verhaal.
Gedurende de loop van het verhaal deelt Bridget lief en leed met haar opdringerige moeder, die uiteindelijk een affaire begint met een Portugese man, haar werkgever met bindingsangst, Mark Darcy (een gescheiden en rijke jurist gebaseerd op Fitzwilliam Darcy uit Pride and Prejudice), alsmede haar excentrieke vrienden.

## Verfilmingen
Na het succes van de twee boeken (Bridget Jones's Diary en Bridget Jones: The Edge of Reason), werden ook de twee gelijknamige boekverfilmingen Bridget Jones's Diary (2001) en Bridget Jones: The Edge of Reason (2004) een groot succes.